# Искија (Салерно)
Искија је насеље у Италији у округу Салерно, региону Кампанија.
Према процени из 2011. у насељу је живело 35 становника. Насеље се налази на надморској висини од 469 м.